# ジャンチタ・イーグルディアー
ジャンチタ・イーグルディアー（ジャンシータ・、1952年 － 1975年4月4日）は、アメリカインディアン、ラコタスー族に属するシチャング族の女性。

## 人物
サウスダコタ州「ローズバッド･インディアン保留地」生まれ。 ジャンチタの継母デルフィーンは、シチャング族の伝統派メディスンマン（呪い師）のレオナルド・クロウドッグの姉である。
ジャンチタはローズバッドの「インディアン寄宿学校」の生徒である傍ら、サウスダコタ州の白人検事、ウィリアム・ジャンクロウ（William Janklow）のベビーシッターとして働いていた。

## 強姦被害者となる
1967年1月14日、15歳だったジャンチタは、学校の校長に、前の晩にジャンクローに強姦されたと訴えた。雇い主であるジャンクロウに、「家まで送ろう」と持ちかけられ、その途上で銃で脅され、車中で強姦されたというのである。
校長はBIA（インディアン管理局）警察に連絡し、興奮状態の彼女を病院に連れて行き、強姦の有無を検査してもらった。BIAエージェントのピーター・ピッチリンが医者と看護婦に聞き取りをしたところ、それは真実らしかった。もうひとりのエージェントのジョン・ペンロッドは判断しかねるという意見だった。ピッチリンは強姦事件として立件できるとBIAに報告したが、白人の上司は乗り気でなかった。
結局、FBI長官のリチャード・ヘルドは事件を不起訴処分とした。
ジャンチタが強姦されたとして訴えたウィリアム・“ビル”・ジャンクロウは、もともとローズバッド保留地の「経済的機会のための事務所」で顧問弁護士を務めた人物で、当時州の検事だった。検事在任中、徹底した反「アメリカインディアン運動」（AIM）の姿勢を隠そうともせず、AIMの中心人物だったデニス・バンクスをことに敵視していた。ジャンクロウは「AIMを黙らせるにはデニス・バンクスを射殺するしかない」と公言し、テレビで「奴の頭に銃弾をぶち込めば、誰もやつに悩まされることはなくなるさ」と言いのけた人物だった。
1974年、ビル・ジャンクロウは、サウスダコタ州の司法長官選挙に立候補したが、この選挙戦で徹底的な反AIMキャンペーンを行った。AIMは個人からの土地の返還は要求していなかったが、「AIMは白人から土地を奪い返すつもりだ」と喧伝し、「自分が司法長官になれば、AIMは一人残らず刑務所に叩きこむ」と公約した。現職のカーミット・サンデ司法長官は、ジャンクロウが1955年にサウスダコタ州ムーディー郡で17歳の少女を強姦した事件を暴いたが、ジャンクロウはこれを否定しようともせず、「最後まではいってない。ほんの前戯だった」と放言してみせた。

## AIM対ジャンクロウ
1974年10月、ジャンクロウが司法長官に立候補したことで、ジャンチタの身の上を心配した義母のデルフィーンは、部族会議裁判所でジャンクロウを告訴することを決め、AIMのデニス・バンクスにジャンクロウ訴追のための検事を務めて欲しいと依頼した。デニスはこれを快諾し、ローズバッド部族会議裁判所検事としてジャンクロウの告発手続きに入った。
ジャンチタは事件以来、様々な憶測が流れたことに心を痛めて行方をくらましたままで、約8年の間、一度しか保留地に戻っていなかった。一方、デニスは当時の医者や看護婦に聞き取りを行い、医者の調査書を見て、強姦の事実を確信した。　部族会議の親AIM派のピーター・ピッチリンがデニスに協力してくれた。ピーターは1967年の事件発生時に調査を行った部族民の一人だった。保留地のインディアンたちに聞き取りをしてみると、ジャンクロウは保留地顧問弁護士だった頃に、酒を飲んではまったくお構いなしの風情で素っ裸で車を乗り回し、犬を射殺しては楽しんでいたということだった。
AIMはジャンチタの行方を探していたが、アニー・マエ・アクアッシュが、AIMアイオワ支部のあるアイオワ州デモインにいることをつきとめた。アイオワ支部にはAIMメンバーのダグ・ダーラムがいたが、ダグはFBIのスパイではないかと疑われていた男だった。アニーは最初にダグを疑った人物であり、結局、ジャンチタの捜索はダグではなく、アニーが行い、やがて彼女を見つけ出した。デニスは彼女の証言をとりつけて、部族裁判所にジャンクロウを「強姦」、「飲酒運転」、「警察官服務違反」、「背任」、「偽証」の罪で起訴した。マリオ・ゴンザレス判事は、この起訴を認め、ジャンクロウに召喚状を発行した。
ジャンチタとピーター・ピッチリンはスー・フォールズで記者会見をした。ジャンチタが事件についての証言をいくつか行った後、ジャンクロウの顧問弁護士であるジェレミア・マーフィーが質問を行った。
マーフィーは「ビル・ジャンクローは、あなたの保護者ではないのか」と質問したが、ジャンチタはこれを否定し、「ビルはあなたをこの女子寄宿学校に入れませんでしたか、そして、彼はあなたの“保護者”として署名しませんでしたか？」との質問も否定した。「ではなぜ、そう記録されているのですか？」と聞かれると「全くわからない」と答えた。
マーフィーは「保留地の検察官事務所と病院の報告書によると、“性交の形跡が無かった”となっている。これは“強姦”とは言えないのではないか」と質問したが、ジャンチタは「性交があった」と主張した。マーフィーは記者会見の場で、「強姦などなかった」とジャンチタを責め立て、ジャンチタは、「ジャンクロウは部族会議議長を買収したと思う」とつっかえながら答えた。
次にマーフィーは事件の二年後にジャンチタが一度ジャンクロウと会っており、ジャンクロウがジャンチタの泊まったホテルの部屋代を払ったと指摘した。ジャンチタは「ジャンクロウに援助を持ちかけられた、当時離婚途中だったから、でも離婚の助けをジャンクロウに頼んだわけではない」と答えたが、この弁護士は納得しなかった。記者会見の場でのジャンクロウの弁護士の一方的な追及に、ピーター・ピッチリンは怒りをあらわに会見を打ち切った。
10月31日、裁判が始まったが、ジャンクロウは法廷を欠席し、記者会見を開いて、「強姦事件などでっちあげだ、AIMの指導者どもは全員刑務所に放り込むか、6フィート地面の下に葬ってやる」と息巻いた。裁判は被告側欠席のままジャンチタの証言が行われた。ジャンチタは嘘発見器の使用に同意し、「ジャンクロウが家の近くの荒れ地に車を停め、銃で脅しをかけ、ブラウスを引き裂いて強姦した」と、当時の様子を生々しく証言した。
ゴンザレス判事はジャンクロウを呼んだが、被告は現れなかった。連邦保安官が召喚状を届けても、ジャンクロウは出廷しなかった。裁判は結審し、ゴンザレス判事はジャンクロウに「16歳以下の女性との性交」、「強姦目的の暴行」の二つの罪で有罪の判決を下し、逮捕状を出した。
11月2日、有罪判決の三日後に、ジャンクロウはサウスダコタ州司法長官に圧倒的多数で当選し、事件をうやむやのまま、もみ消した。

## 殺害
裁判の後、ジャンチタはアイオワに戻り、事件に関する手記をAIMの援助のもと出版する手筈になっていた。そうこうするうちに、ジャンチタは妻帯者であるダグ・ダーラムと愛人関係になった。間もなく、ダグがFBIのスパイである証拠書類が発見された。AIMがダグ・ダーラムに証拠を突きつけると、ダグは自らがFBI工作員であることを認め、AIMから逃げ出した。双方は記者会見を行い、ダグはジャンチタとともに行方をくらました。
1974年11月16日の寒い日に、ジャンチタの義母のデルフィーン・イーグルディアーが、凍った道路の上で死んでいるのを発見された。彼女は脚を骨折し、頬には涙の痕が凍りついていた。デルフィーンはジャンクロウが逮捕状を握りつぶした後も、ジャンクロウへの訴えを引き継いでいた。犯人はBIA警官だった。逮捕されたこの男は「酔っ払って彼女を殴り殺した」と供述したが、起訴されることもなく無罪放免となった。
1975年4月4日、ジャンチタの兄のアルバートが、ネブラスカ州バレンタイン近くで、黒い髪の男が青いシェビーにジャンチタを乗せて走り去ったのを目撃している。
それからしばらくして、ネブラスカ州オーロラで、ジャンチタは死体となって発見された。23歳だった。警察は「ジャンチタが車の前にふらふらとさまよい出て撥ねられた」と報告したが、AIMは独自の調査を行い、死亡前に殴られるか、走行中の自動車から突き落とされたとみられるいくつかの痕跡を見つけた。だが、捜査はそれ以上進展しなかった。
ジャンチタ捜索に尽力したAIMのアニー・マエ・アクアッシュは「FBIから脅迫されている」と周辺に漏らしていたが、1976年2月に、パインリッジ保留地の雑木林で射殺体となって発見された。
2000年夏に、FBIはパインリッジ保留地における、1970年代初期の「恐怖の支配」の時期の、未解決の殺人に関しての調査書を公表した。 
コロラドAIMメンバーのワード・チャーチルは、このFBIの報告について以下のように述べている。
この報告書は単に、「真夜中にイーグルディアーがネブラスカ高速道路の中央に立っていて、自動車に轢き殺された」とだけ述べている。彼女がFBI工作員ダグラス・ダーラムの車の中で生きている姿を最後に目撃された、またダーラムがAIM指導者のひとりデニス・バンクスの評判を落すための、手の込んだ諜報活動の手駒として彼女をこの時期に利用しており、その形跡を消そうとしていたとは言及していない。また、彼女を轢いて介抱した運転手は、「酔っ払っていたように見えた」と語ったとしているが、しかし、その後の検死で、「彼女の血液中にアルコールも麻酔剤の類も検出されなかった」という事実にも触れられていない。イーグルディアーのふらつくような仕草は、おそらく彼女が意識を回復して車に轢かれる前に、明らかに「ダーラムによって車から道路へ突き落されたのではないか」との疑問を提起させるものだ。真実がどうであれ、FBIは自らの事件の調査に対する関心を全く示さなかった。